# Serra do Salitre
Serra do Salitre este un oraș în Minas Gerais (MG), Brazilia.